# HANABISHI
株式会社HANABISHI（はなびし、英:HANABISHI.inc）は、東京都杉並区に本社を置き、インターネットサービスを展開する日本のIT企業。

## 概要
代表的なサービスとしてランキングのCGMサービス「みんなのランキング」がある。

## 沿革
- 2015年8月 株式会社wincar設立。自動車メディア「MOBY」の運用開始。
- 2016年 「温泉部」リリース。
- 2018年11月 株式会社HANABISHIに商号変更。ディーエムソリューションズ株式会社にMOBYを事業譲渡[1]。
- 2019年 ランキングのCGMサービス「みんなのランキング」リリース。
- 2020年4月 生きものプラットフォーム「ZUKAN」のα版をリリース[2]。